# Royal Enfield WD/RE

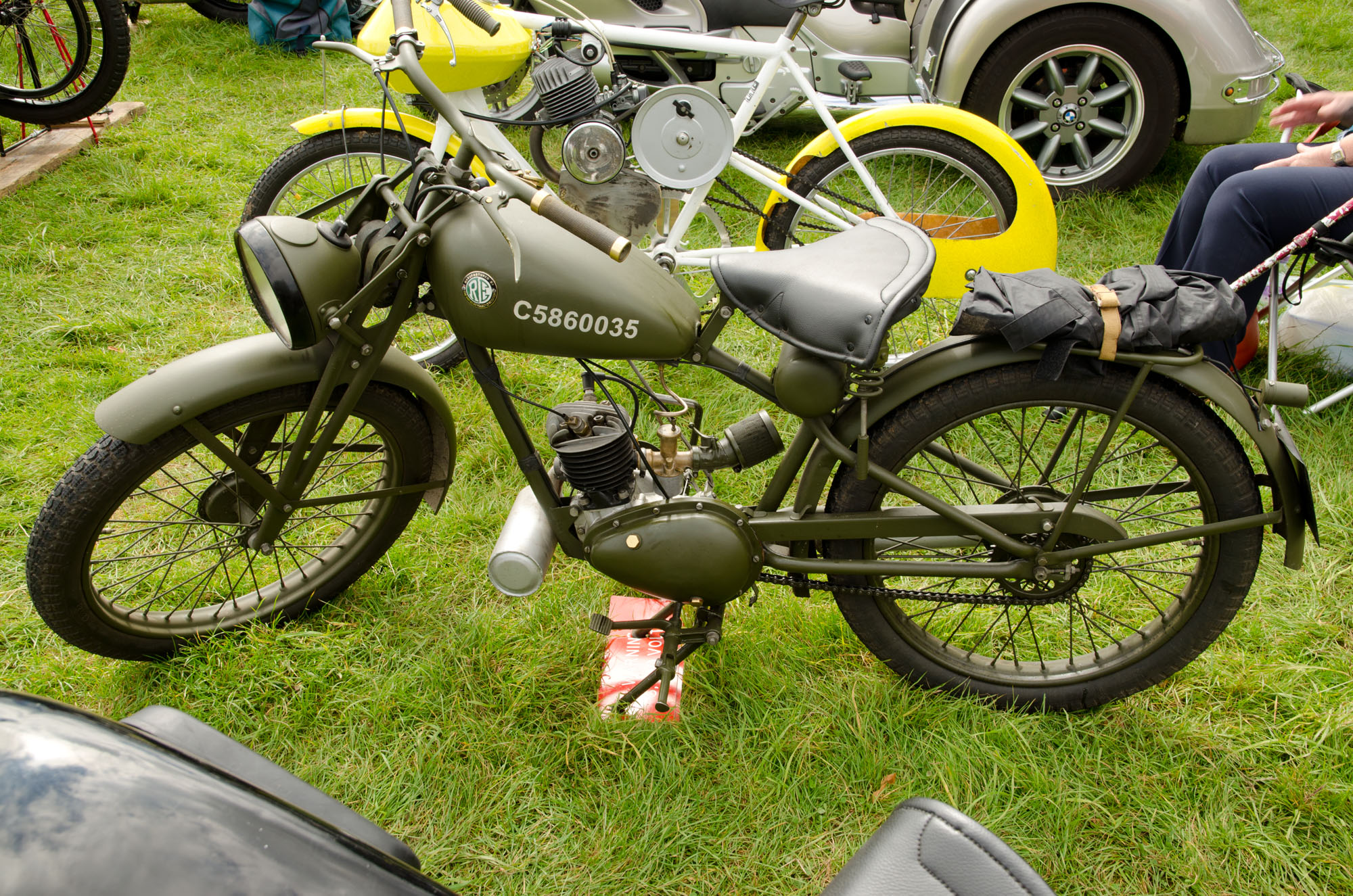
1943 Royal Enfield WD/RE

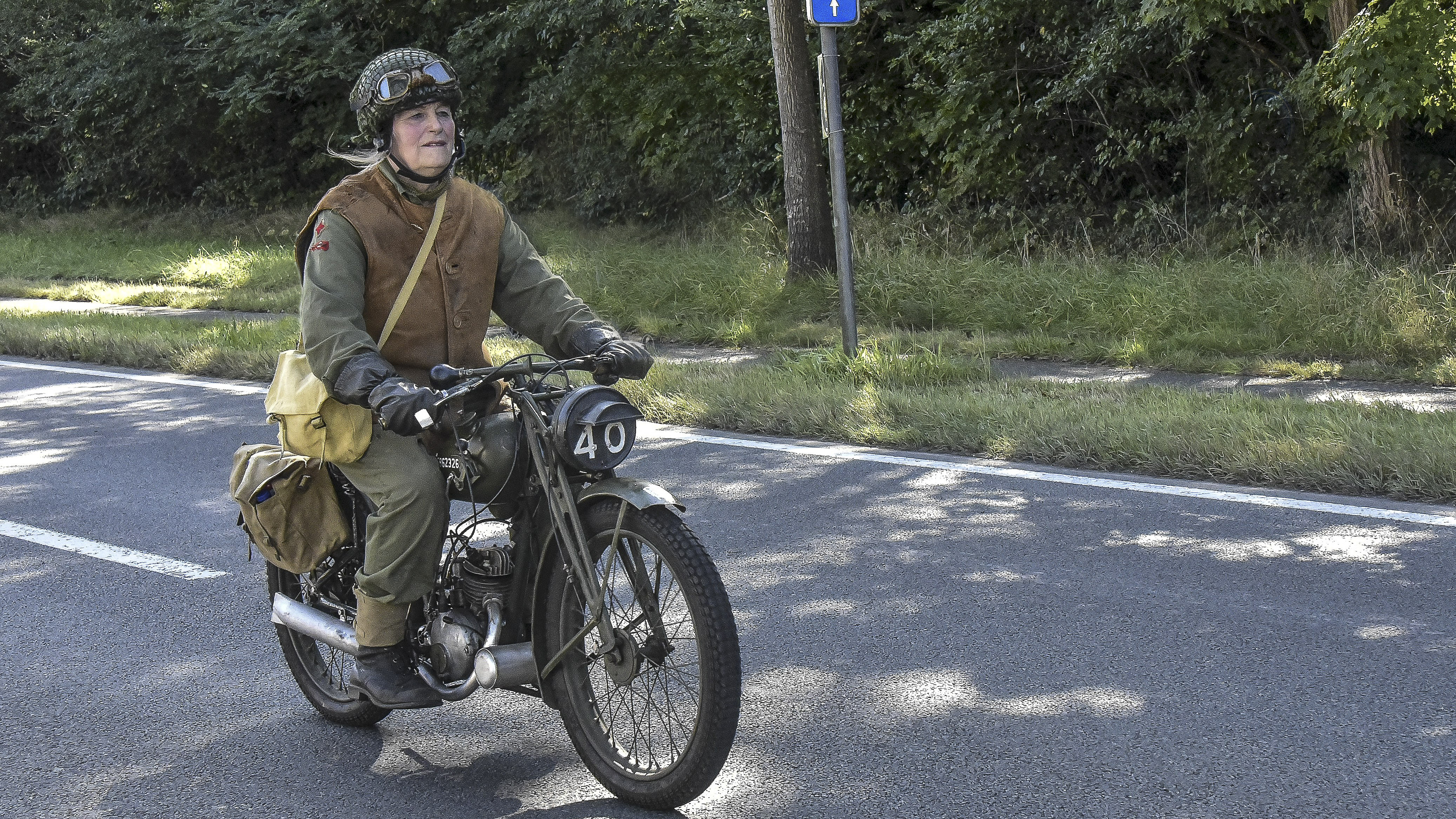
De motorfiets tijdens de 80 jaar bevrijdingsdagen Leopoldsburg in 2024

De Royal Enfield WD/RE, bekend als de "Flying Flea", was een lichtgewicht Britse motorfiets die door Royal Enfield werd ontwikkeld voor het Britse Ministerie van Oorlog ('WD' of 'War Department) als een vervoermiddel dat met een parachute kon worden gedropt of in zweefvliegtuigen kon worden vervoerd, om snel berichten en signalen over te brengen tussen luchtlandingstroepen en aanvalstroepen waar geen radiocommunicatie beschikbaar was. Het motortype werd geproduceerd van 1939 tot 1945.
De Royal Enfield produceerde voor de Tweede Wereldoorlog de WD/RE 125 cc, die bekendstond als de Flying Flea en ontworpen was om met een parachute te worden gedropt door luchtlandingstroepen.